# Бйорн Селіґер
Бйорн Селіґер (швед. Björn Seeliger, 11 січня 2000) — шведський плавець.
Учасник Олімпійських Ігор 2020 року, де в попередніх запливах на дистанції 50 метрів вільним стилем посів 23-тє місце і не потрапив до півфіналів.